# Владо Черноземський

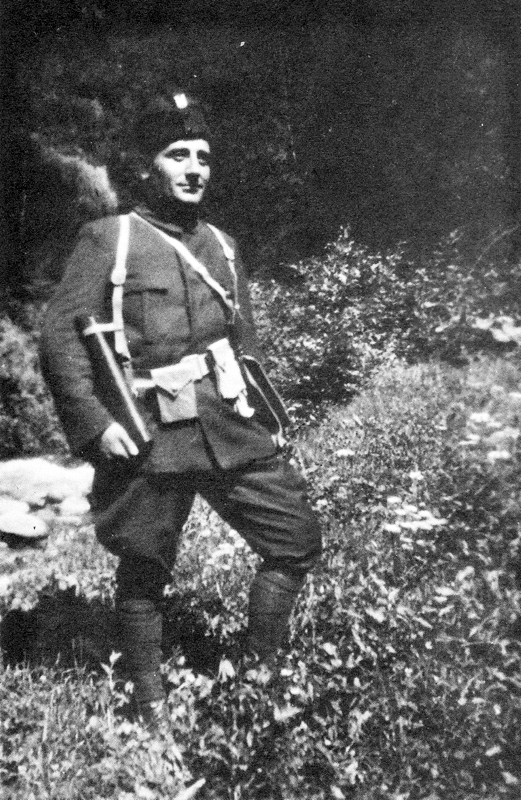
Владо Черноземський в уніформі усташа

Вла́до Чернозе́мський (інші імена: Владо Димитров Черноземський, Владимир Георгієв Черноземський, Владо Шофьора; справжнє ім'я: Величко Димитров Керин 19 жовтня 1897, м. Велинград, Болгарія — 10 жовтня 1934, м. Марсель, Франція) — болгарський і македонський революціонер, член Внутрішньої македонської революційної організації, виконавець вдалого замаху на короля Югославії Александра I Карагеоргієвича.

## Життєпис
Народився 19 жовтня 1897 у сім'ї Дмитра Керина і Ріси Балтаджієвої із села Камениці (сьогодні — місто Велинград), Болгарія. Початкову освіту здобув у рідному селі. У молодості мав схильність до алкоголізму, але потім став непитущим та вегетаріанцем. Учасник Першої світової війни у складі інженерних військ. У 1919 році звільняється з армії. Через рік одружується, від цього шлюбу в 1923 році у нього народжується дочка Латинка. У 1925 році розлучається, а пізніше одружується знову і живе в Софії до 1932 року, де працює годинникарем і водієм.

### Революційна діяльність
Бажаючи взяти активну участь у вирішенні Македонського питання, у 1922 став членом ВМРО в Кюстенділі. З 1923 по 1924 належав до чети Траяна Лакашкі. Черноземський, разом із загоном, увійшов до провінції Вардарська бановина, яка входила до складу Королівства Югославії і взяв участь у понад 15 сутичках з югославською поліцією.
В організації він став одним з найкращих стрільців та відзначався мужністю, холоднокровністю і дисципліною.
Виконував особливо важливі доручення нового лідера ВМРО Івана Михайлова, зокрема вбивство представника Болгарської комуністичної партії і колишнього члена ВМРО Димо Хаджидимова. За це вбивство у 1924 Софійський окружний суд засуджує його до смертної кари, але вирок не було виконано, а в 1925 Владо Черноземський здійснює втечу під час конвоювання.
У 1930 за завданням Івана Михайлова вбиває Наума Томалевского — функціонера ВМРО. Його знову ув'язнили, але 1932 помилували та випустили з в'язниці. Владо Черноземський цього ж року стає інструктором у вишкільних таборах хорватських усташів на території Італії та Угорщини.

### Замах у Марселі
9 жовтня 1934 року в Марселі Владо Черноземський застрелив короля Югославії Александра I Карагеоргійовича і його водія (існують документальні зйомки з місця замаху)..
Отримавши численні поранення від охорони короля, помер через добу після замаху і був таємно похований у невідомому місці.